# Гнилоп'ята
Гнилоп'ята, Гнилоп'ять — річка  в Україні, у Калинівському  районі Вінницької області. Права притока Постолової  (басейн Південного Бугу ).

## Опис
Довжина річки 16 км., похил річки — 2,2 м/км. Формується з багатьох безіменних струмків та водойм.  Площа басейну 83,4 км².

## Розташування
Бере  початок на південному заході від Крижанівки. Тече переважно на південний схід через Лемешівку, Люлинці, Глинськ і впадає у річку Постолову, ліву притоку Південного Бугу.